# 汉中职业技术学院
汉中职业技术学院是一所位于中国陕西省漢中市的公办普通专科高校。

## 校史
由原「漢中教育學院」、「漢中農業學校」、「漢中市衛生學校」、「漢中師範學校」和「漢中財經學校」五所省部级重点大、中专学校并组建而成。于2004年9月经陕西省人民政府批准，2005年4月国家教育部[2005]46号文件备案成立。

## 现状
学院位于中国优秀旅游城市、国家级历史文化名城—汉中市（经济开发区北区），校园占地690余亩，建筑面积28万平方米。是一所集汉文化与现代元素于一体的生态公园式学府，可容纳万名学生学习、生活。教学仪器设备总值5265.62万元，馆藏图书64.12万册。
学院拥有2个职业技能鉴定站、1所三级综合附属医院、1所二级甲等附属医院和1个汽车驾驶培训学校。

## 院系设置
1. 农林科学与技术系
2. 机电工程系
3. 经济与管理系
4. 医学系
5. 护理系
6. 药学与医学技术系
7. 教育系
8. 土木建筑工程系
9. 基础课教学部